# Abtei Beauport

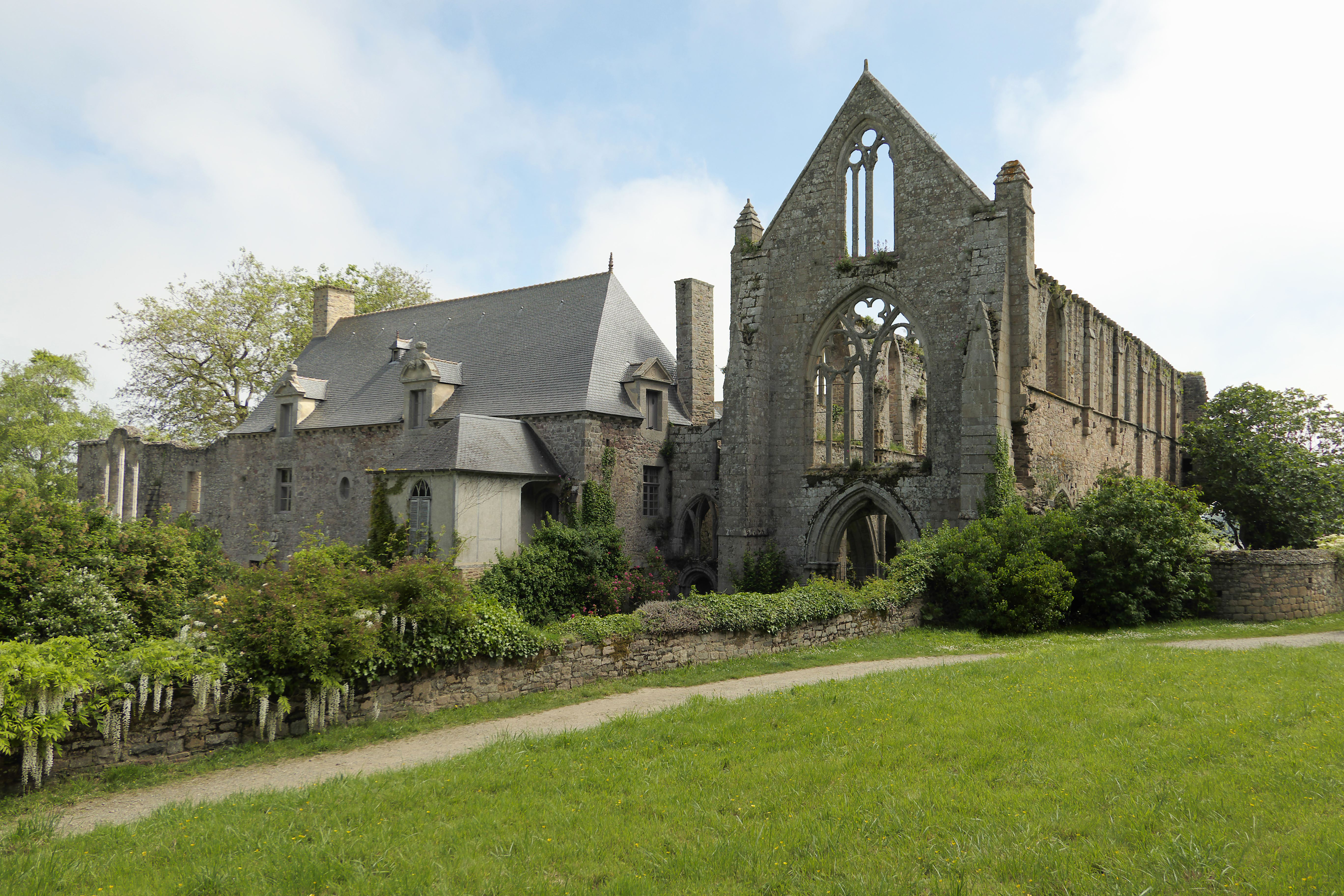
Die ehemalige Abtei Beauport

Die ehemalige Abtei Notre-Dame de Beauport befindet sich im Ortsteil Kérity der Gemeinde Paimpol (Département Côtes-d’Armor, Bretagne).

## Geschichte
Die Abtei Beauport wurde im Jahr 1202 mit Unterstützung von Alain I., Graf von Penthièvre († 1212) gegründet. Er stellte Land zwischen der Mündung des Correc und einer Sumpfgegend zur Verfügung, die „Pré aux oies“ (Gänseweide), auf der sich Mönche aus der Prämonstratenserabtei La Lucerne bei Avranches niederließen.
Ausgestattet mit päpstlichen Privilegien begannen sie 1203 mit dem Bau des Klosters. Beauport gedieh vor allem im 13. und 14. Jahrhundert und hatte in der ersten Hälfte des 18. Jahrhunderts eine erneute Blütephase. Dem Abstieg ab 1750 folgte die Schließung im Jahr 1790. 1797 kaufe Louis Morand, Island-Fischer aus Paimpol, einen Teil der Abtei, der Rest wurde Eigentum der Gemeinde Kérity. Die mit der Schließung einsetzende Plünderung der Abtei wurde erst 1862 beendet, als Beauport als Monument historique klassifiziert wurde.
1992 kam Beauport in den Besitz des Conservatoire du littoral. Die Abbaye de Beauport zählt zu den namhaften touristischen Zielen unter den ehemaligen Klosteranlagen der Bretagne.

## Bauten
Von der aus dem 13. Jahrhundert stammenden Kirche stehen noch die Fassade, das Hauptschiff (ohne Dach), das nördliche Seitenschiff und das linke Querschiff. Der lange Kapitelsaal im Osten des Klosters mit seinen polygonalen Apsiden ist ein ausgezeichnetes Beispiel anglonormannischer Gotik. Im Nordwesten befindet sich der Zugang zum weiträumigen Refektorium, das sich mit Rundbögen zum Meer hin öffnete. Auf den Vorhof hinaus führte das herzogliche Gebäude, das Gästehaus für die Pilger und der Zugang zum Gewölbekeller unter dem Refektorium. In einem weiteren Gebäude wurden die Abgaben (auf Salz und Getreide) im Empfang genommen. Der zweischiffige Gästesaal wird heute als Empfangs- und Informationsgebäude genutzt.

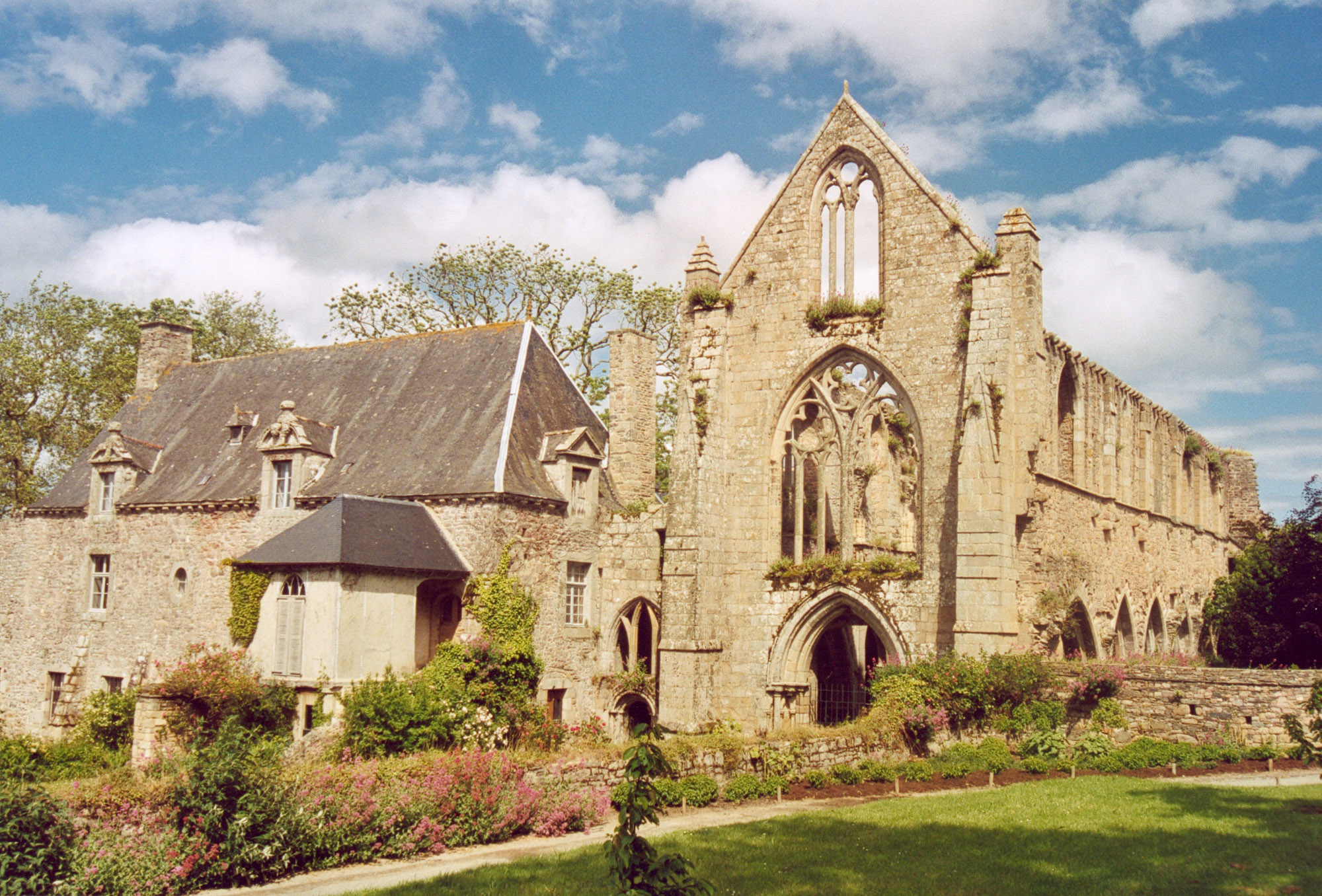
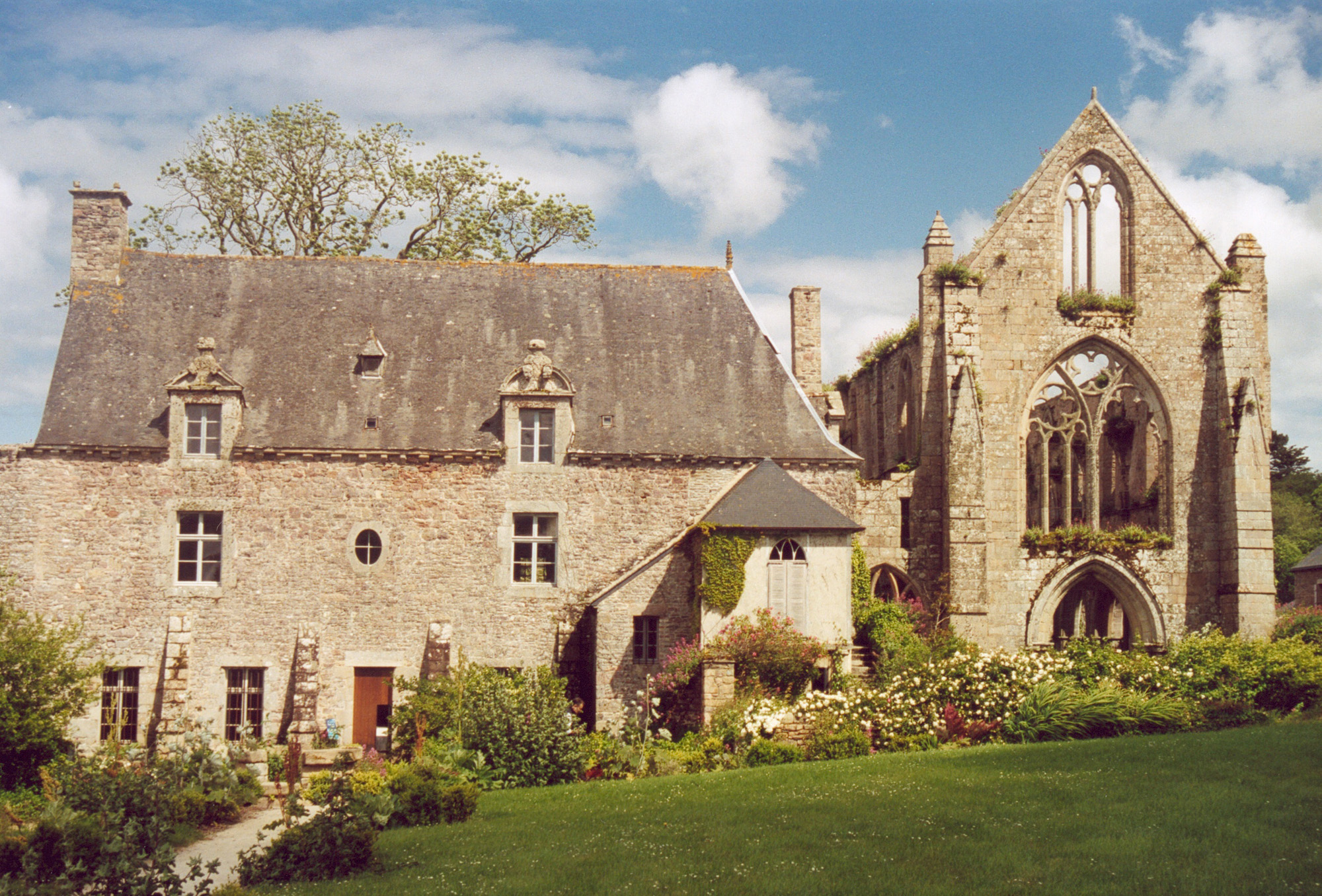
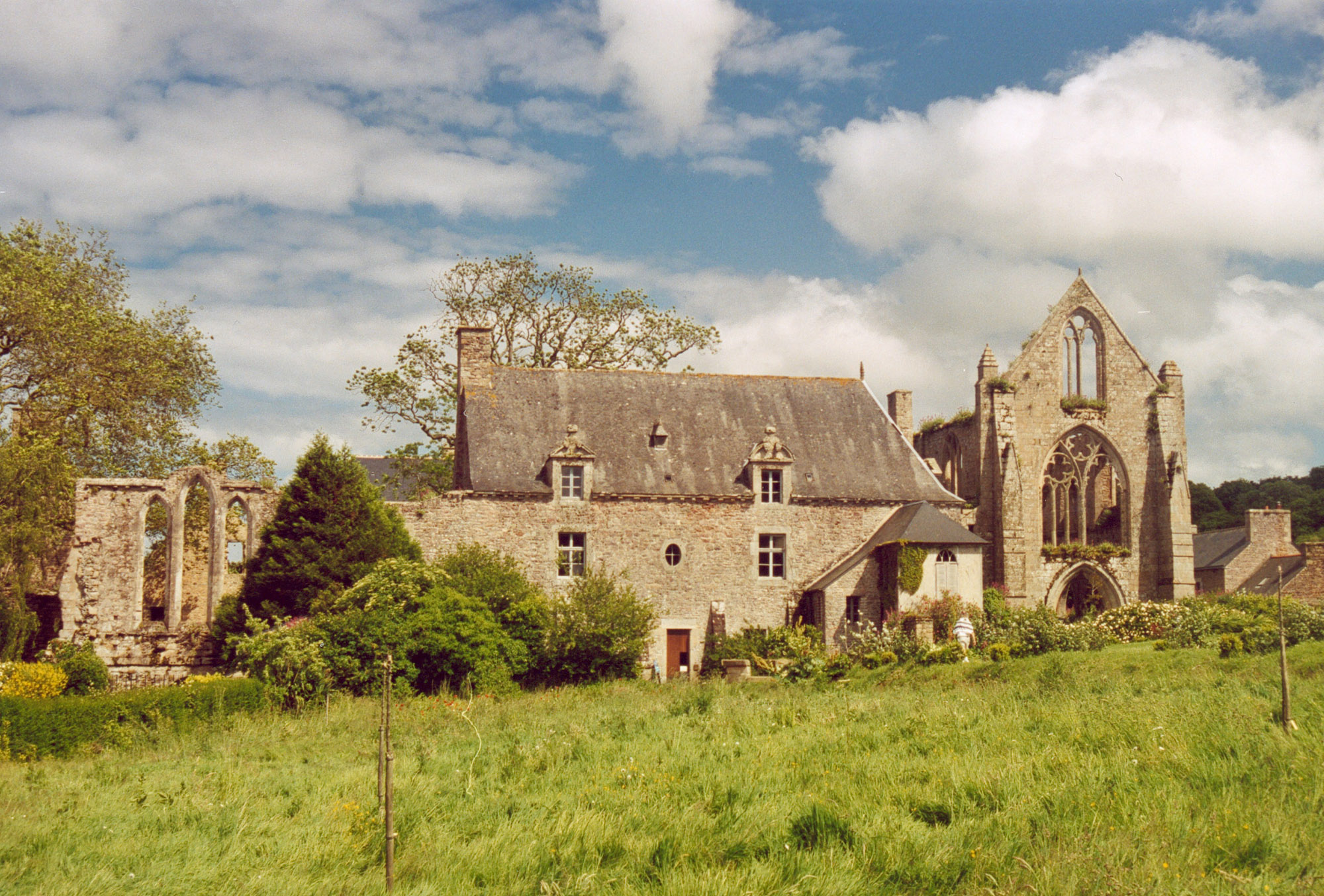
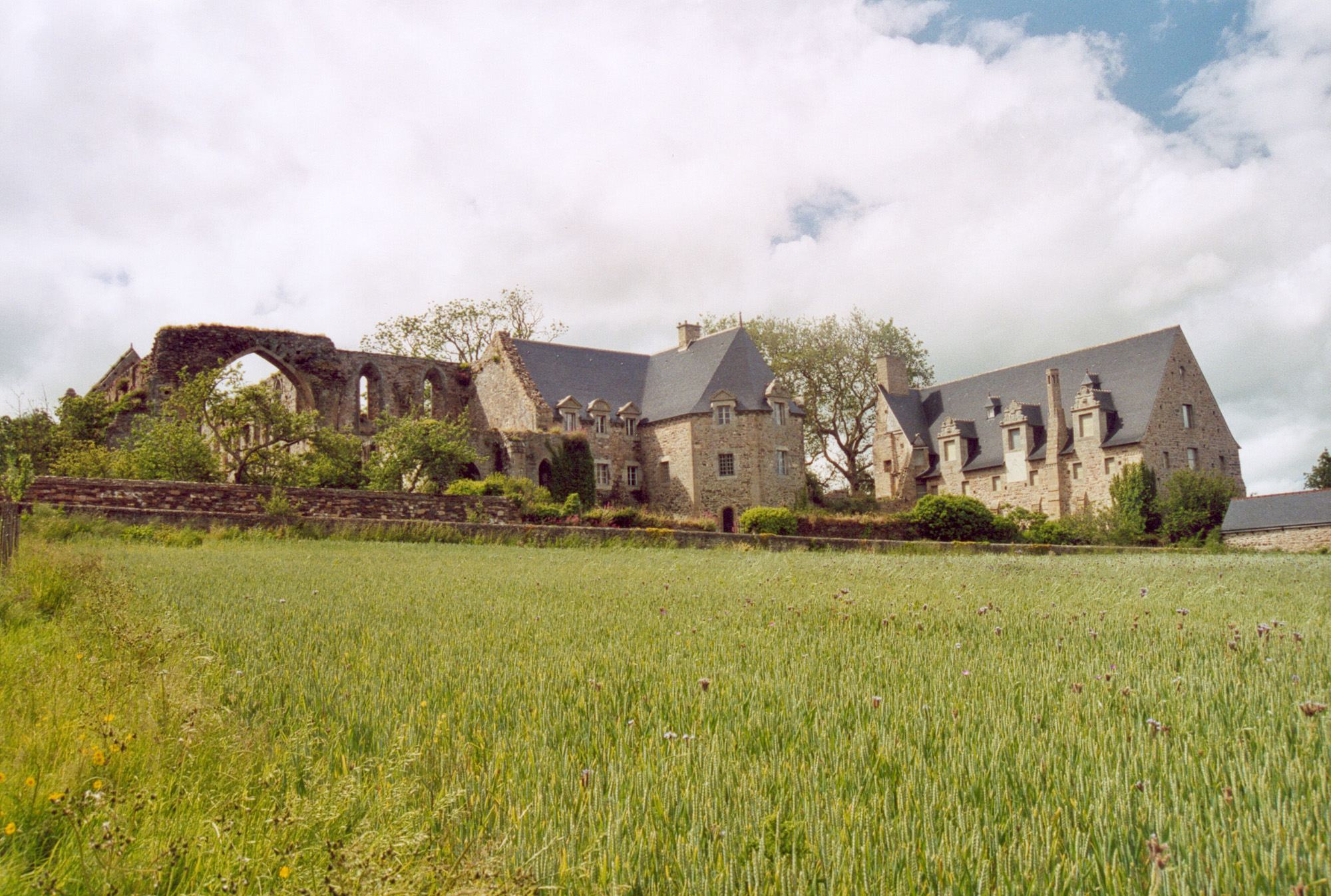
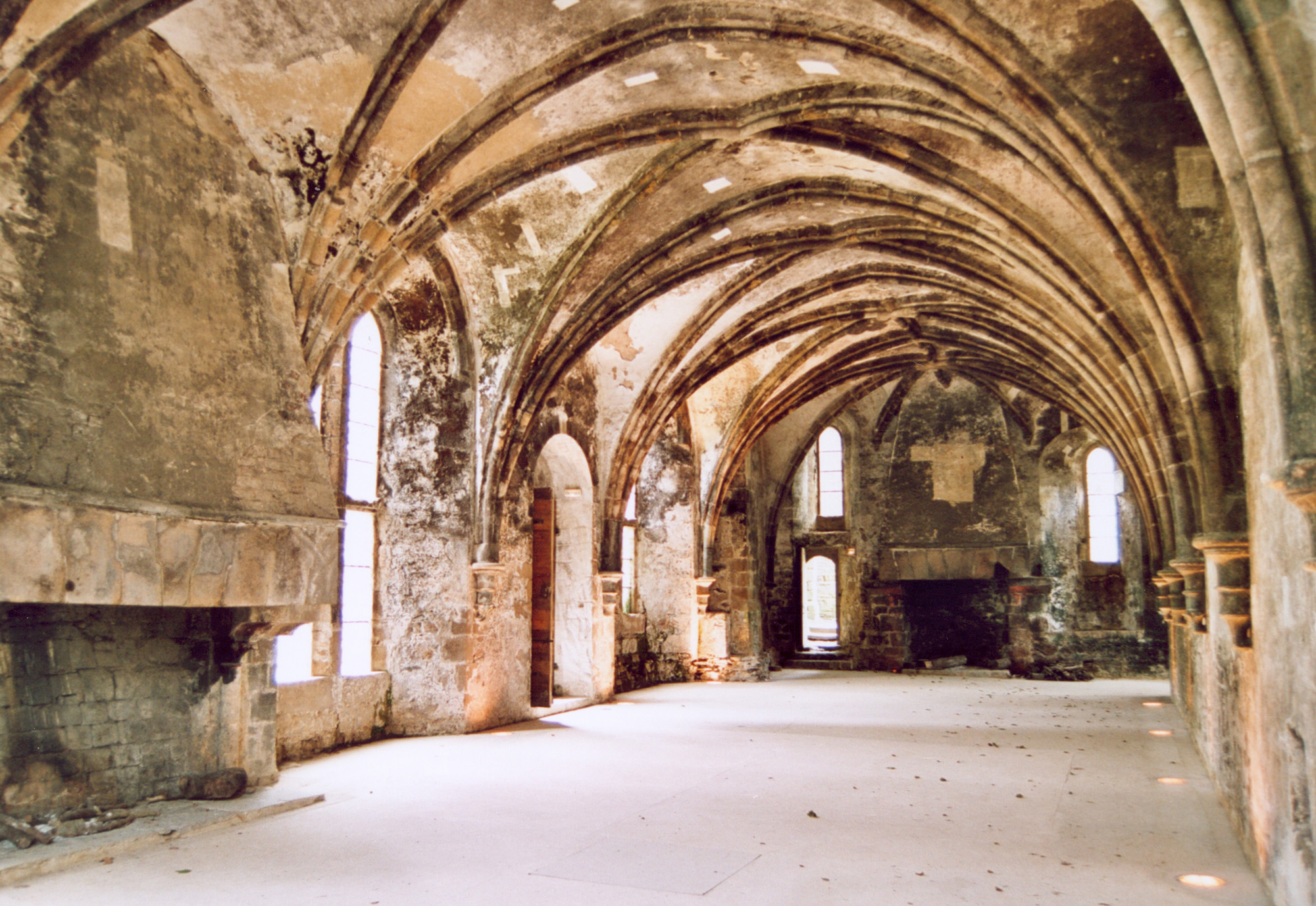
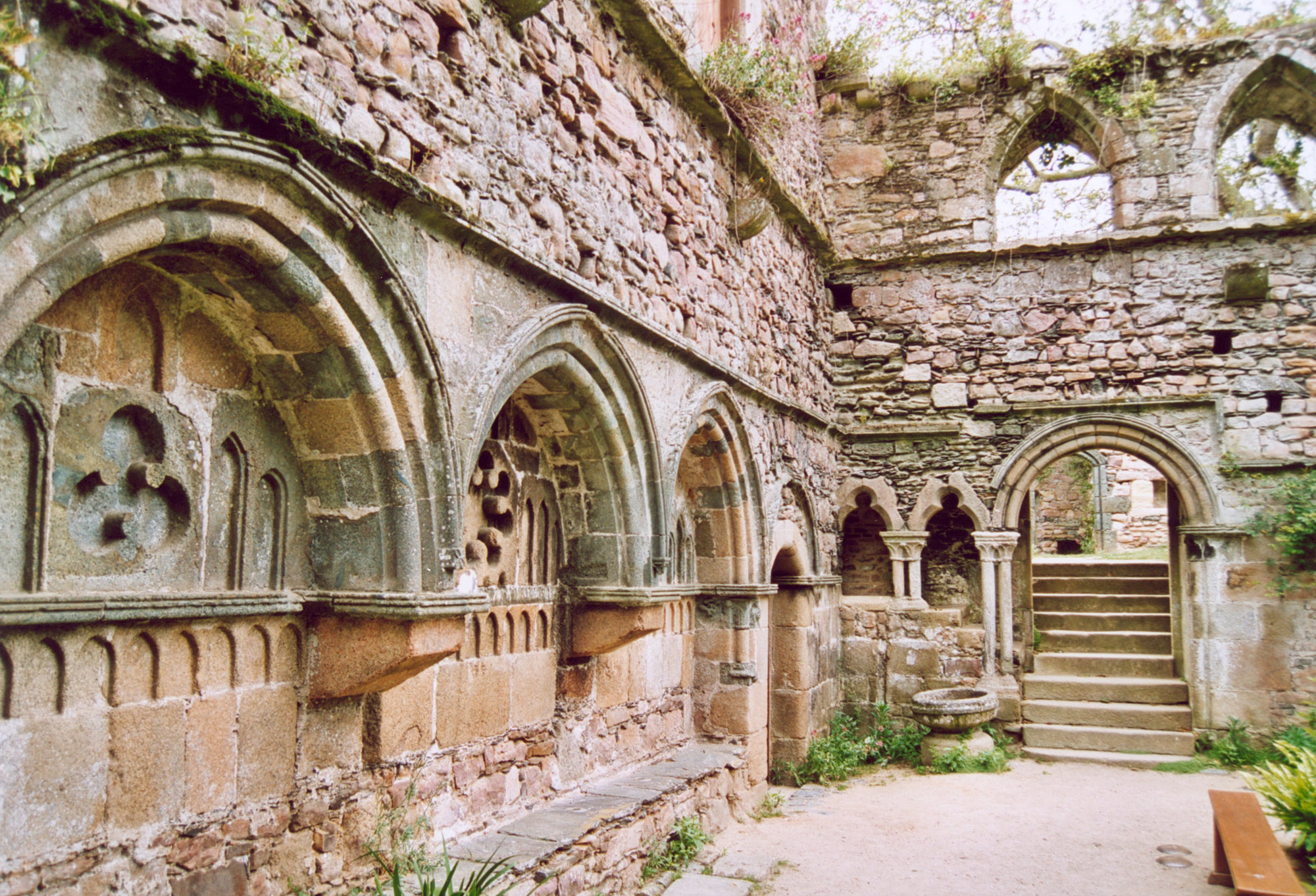
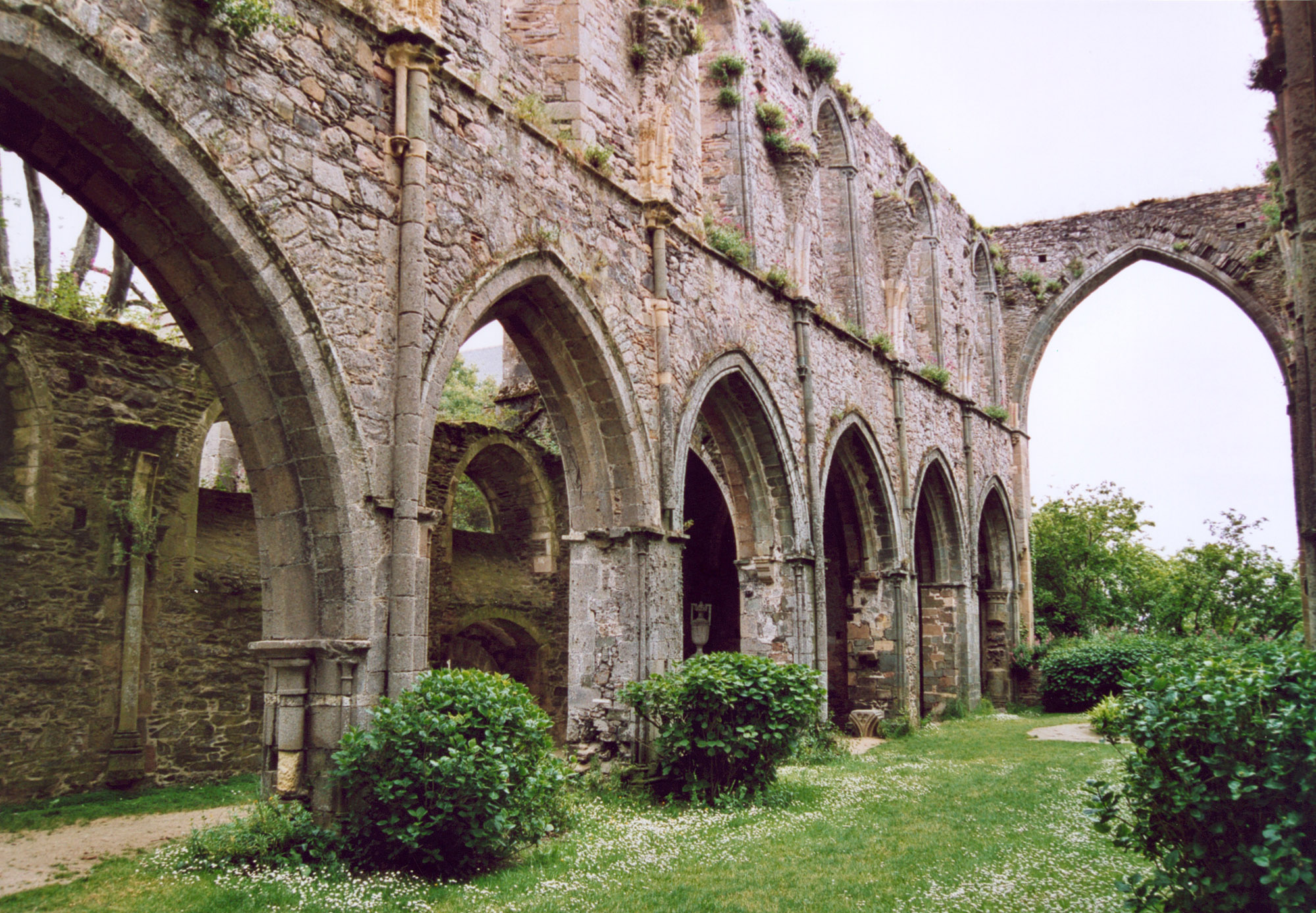
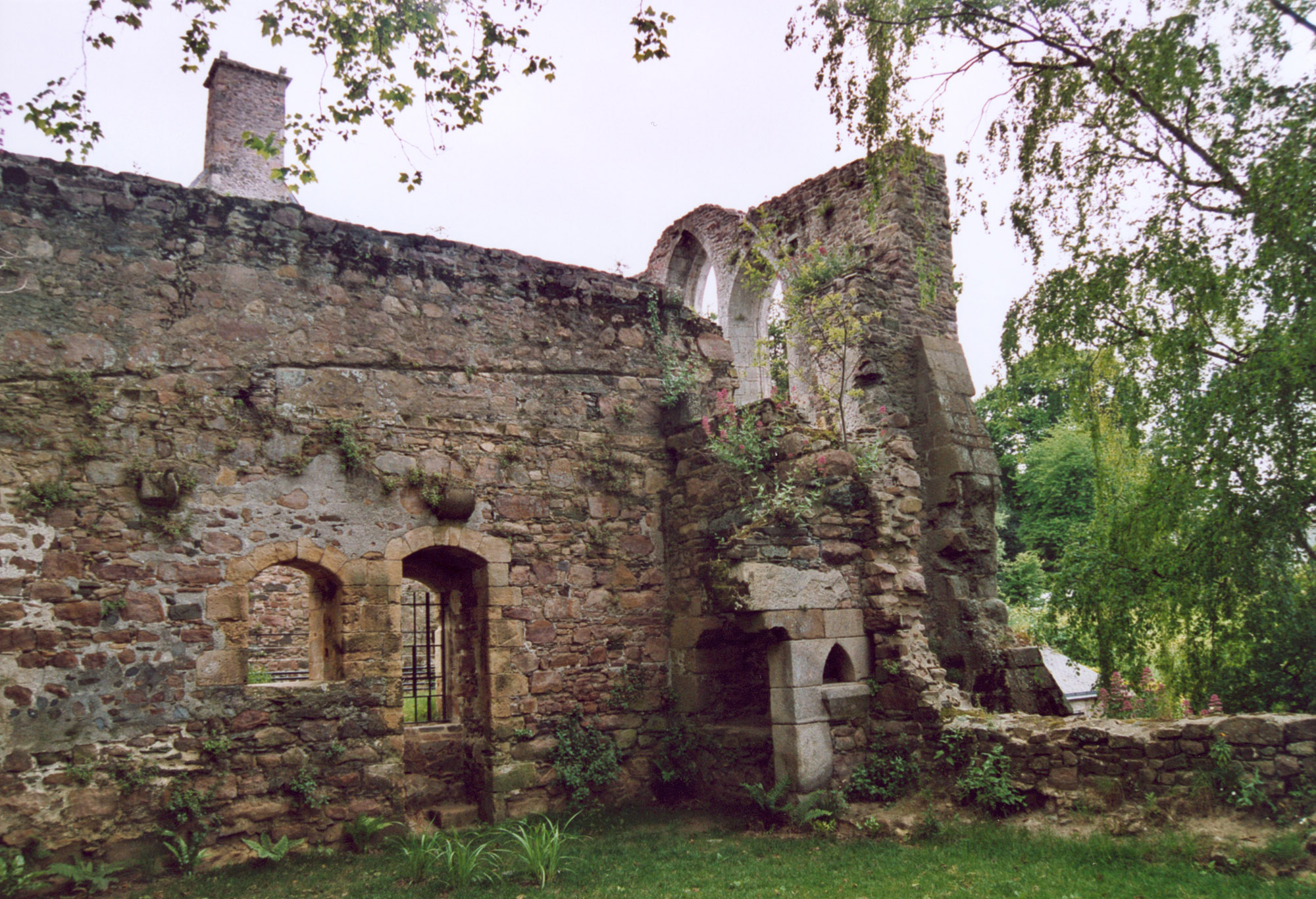
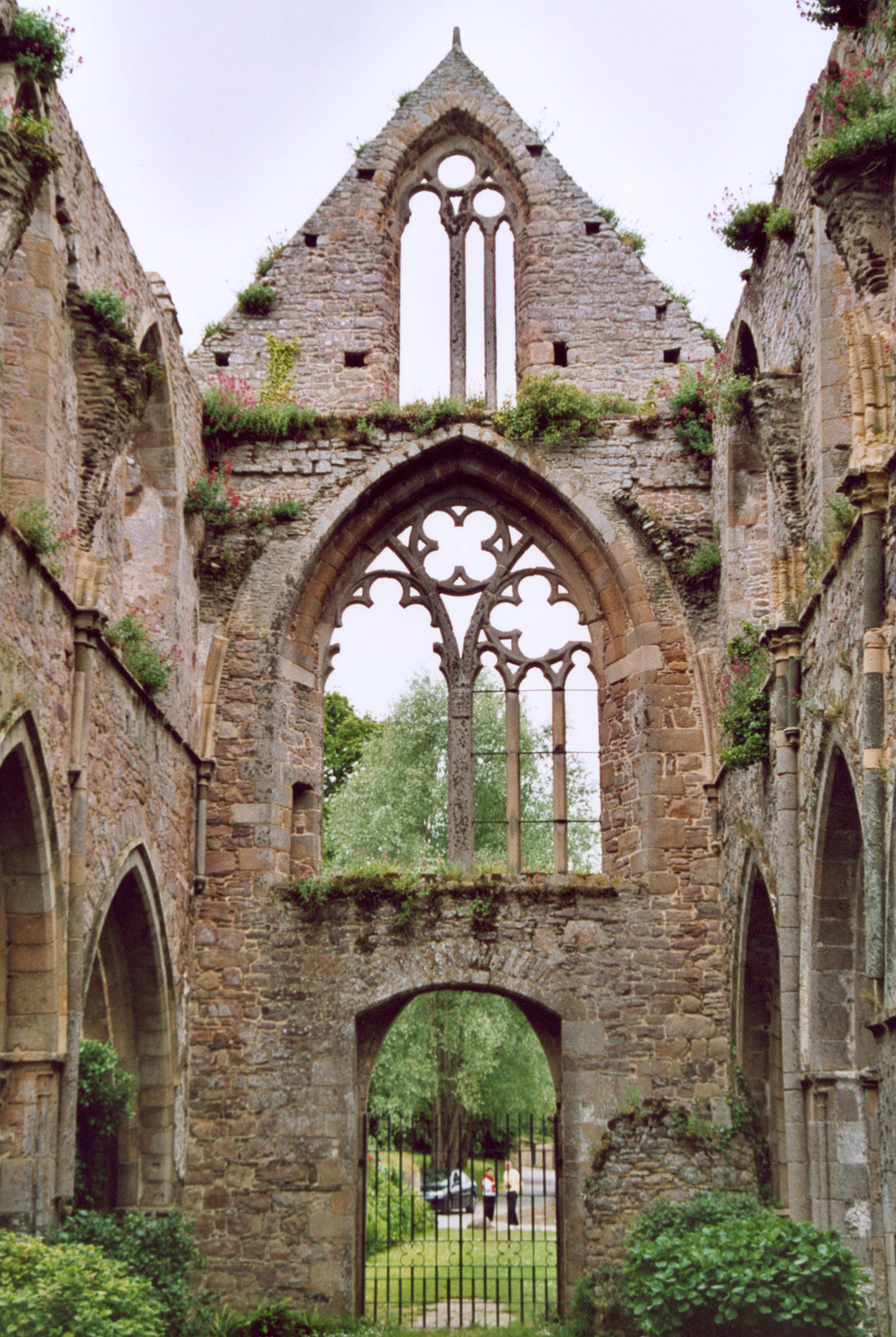
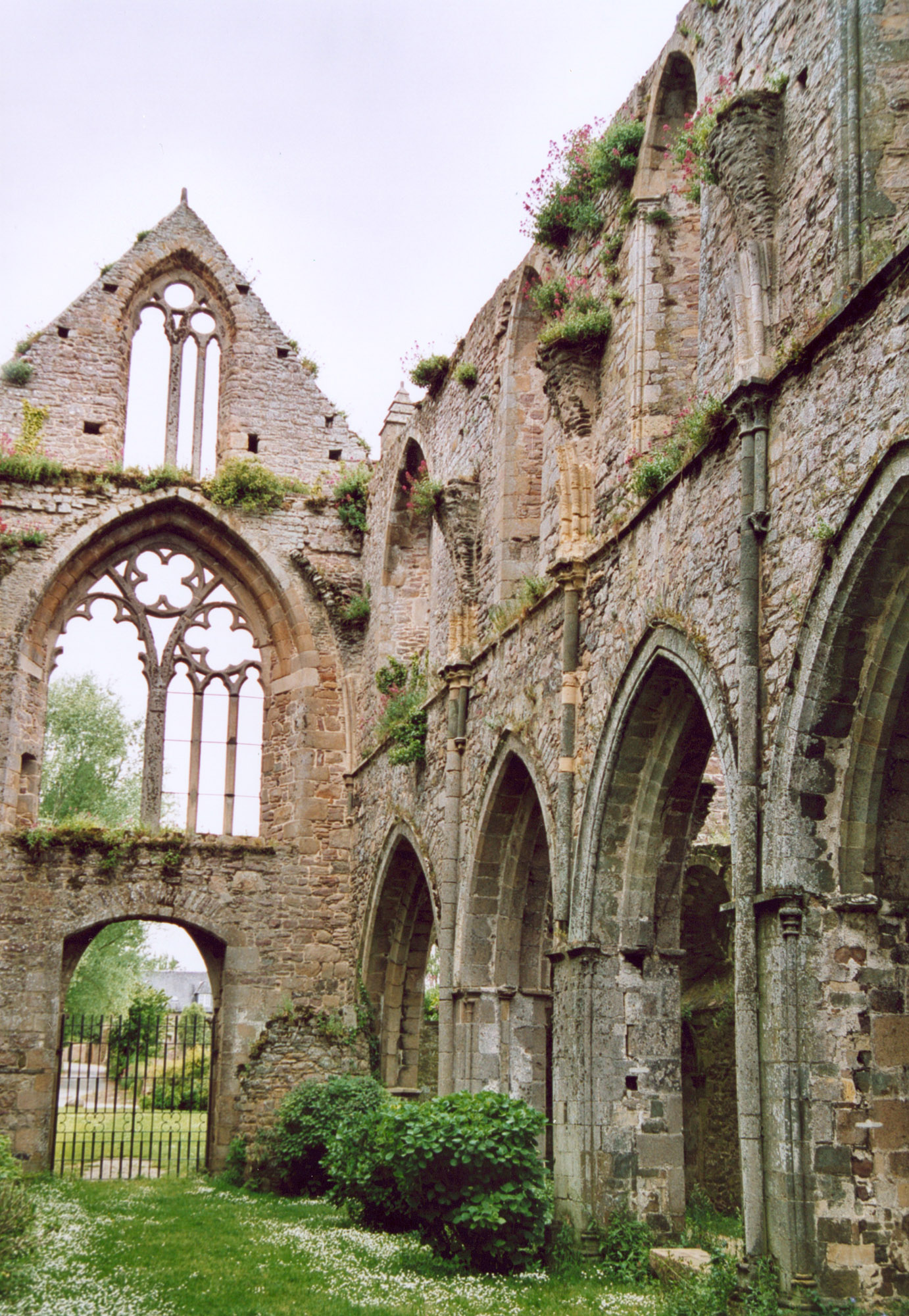
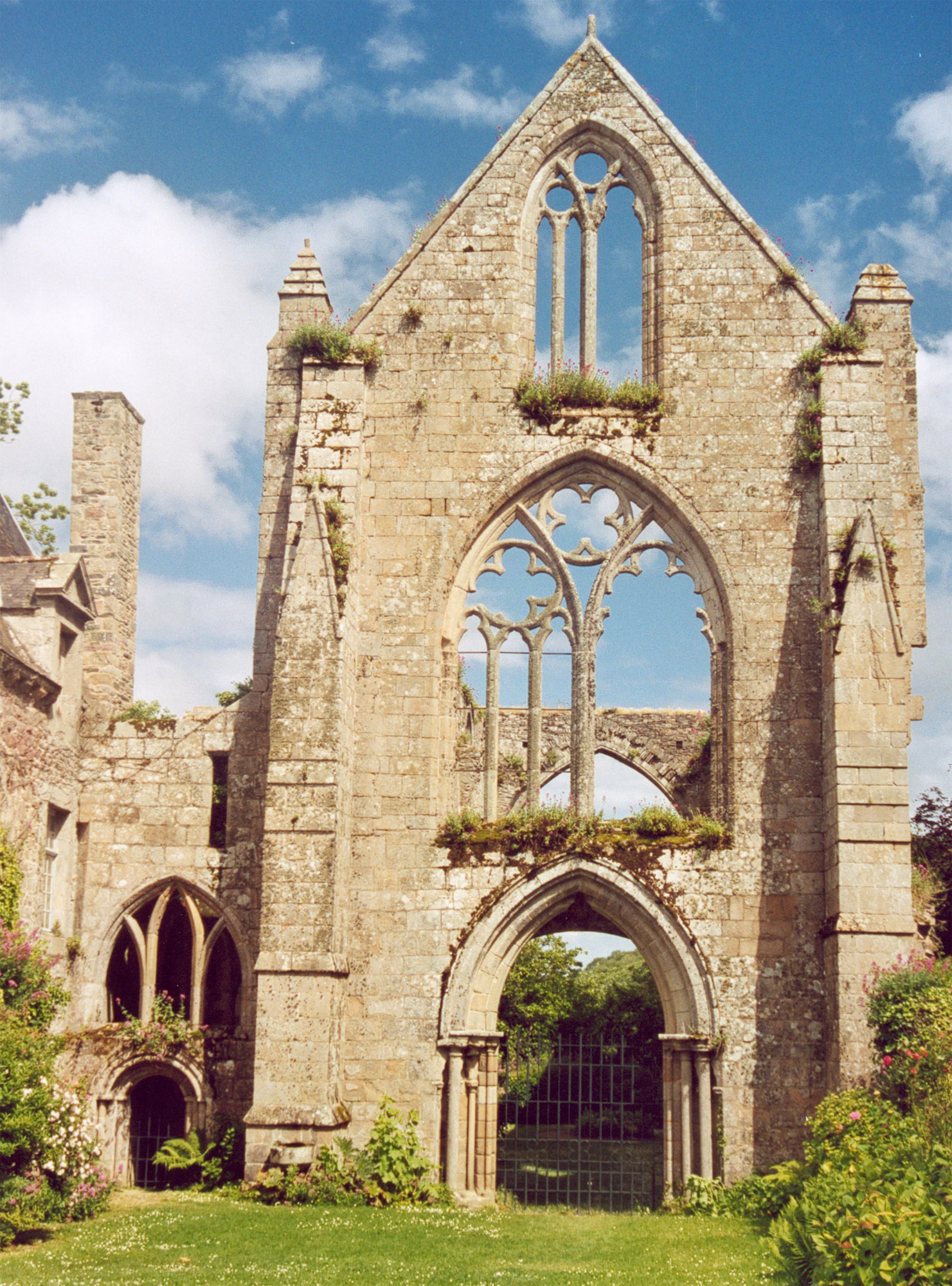
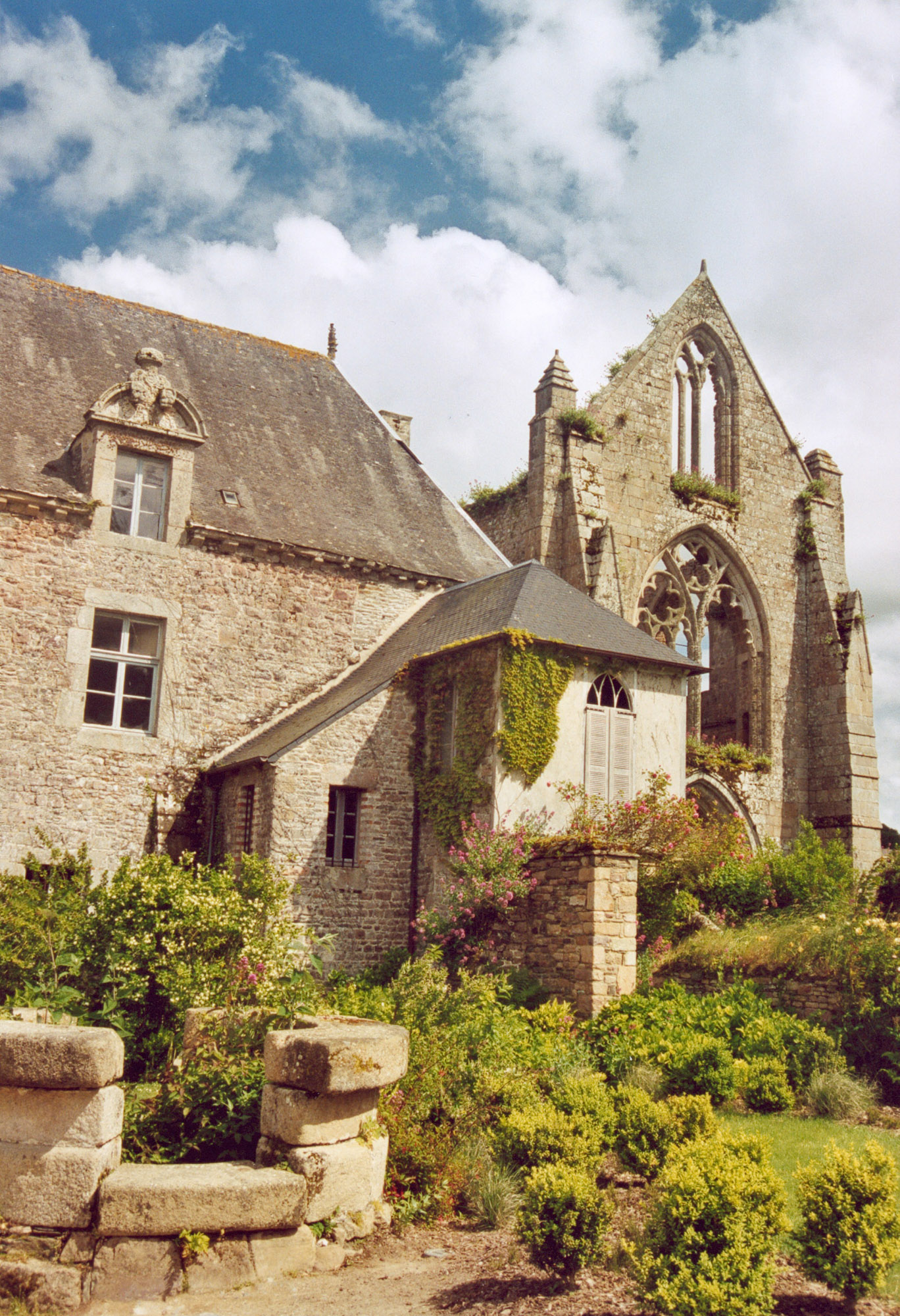

## Äbte von Beauport

### Reguläre Äbte
- um 1206: Raoul I.
- nach 1206: Guillaume I. Larcher
- Simon I. († 1220)
- nach 1220 André I.
- 1220–1222: S…
- 1224: Roger
- um 1250: Hervé
- 1252–1279: Robert de Fonteuvi
- Yves de Keritry
- 1276: Guillaume II.
- Michel I. Gautier
- Guillaume II.
- 1284: Pierre I. d’Agaville
- Jean I. de Montmartin
- Jean II. de Humo
- Michel II. Vivier oder Vivien († 1290)
- André II. Fabri
- um 1352: Jean III. Corret
- Guillaume III. de Pommerit († 1355)
- 1355–1373: Jacques Monceau oder Moreau
- 1382–1397: Jean IV. Cillart
- 1397–1442: Jean V. Boscher
- 1446–1456: Jean VI. Huet
- 1456–1479: Pierre II. Huet
- 1479–1491: Amaury de la Roche
- 1491–1497: Robert de la Vallée
- 1498–1542: Jean VII. le Bigot

### Kommendataräbte
- 1542–1546: Gilles de Quemper de Lanascol
- Simon de Maillé, Erzbischof von Tours
- François d'Acigné
- Alessandro Farnese, Kardinal
- 1573–1577: Torquat de Gondi
- 1577–1581: Claude Gontin
- 1591–1598: Claude Chasteignier de la Rochepozay
- 1598–1603: Claude de Marboeuf
- 1603–1607: Ferdinand Chasteignier de la Rochepozay
- 1607–1618: Gabriel de Louardeau
- 1618–1627: Nicolas David
- 1627–16xx: Louis Chasteignier de la Rochepozay
- 16xx–16xx: Charles Chasteignier de la Rochepozay
- 16xx–1678: Anne Chasteignier de la Rochepozay
- 1678–1722: Alexandre de Roye de la Rochefoucauld
- 1722–17xx: Louis Colbert
- 1722–1729: Frédéric-Jérôme de la Rochefoucauld de Roye (1701–1757), 1729 Erzbischof von Bourges, 1747 Abt von Cluny und Kardinal
- 1729–1745: Louis Nivet de Montclus, Bischof von Saint-Brieuc
- 1745–1747: Pierre de Rostignac
- 1747–1779: N de Fumal
- 1779–1785: N de Goyon
- 1785–1790: Alphonse-Constance de Pontevés

## Persönlichkeiten
Hervé Julien Le Sage (1757–1832) aus der Abtei Beauport emigrierte nach der Aufhebung des Klosters nach Deutschland und lebte von 1795 an für 13 Monate in der oberschwäbischen Prämonstratenserabtei Rot an der Rot, danach im Stift Schussenried und an weiteren Orten. In seinen Erinnerungen beschreibt er das dortige Ordensleben, unter anderem auch den Roter Abt und Komponisten Nikolaus Betscher.